# José de Villaviciosa
José de Villaviciosa (Sigüenza, 1589 – Cuenca, 28 ottobre 1658) è stato uno scrittore spagnolo.

## Biografia
José de Villaviciosa nacque nel 1589 a Sigüenza (Guadalajara), dove morì nel 1658. Dottore in legge e sacerdote, fu relatore del Consiglio dell'Inquisizione (1622), poi giudice apostolico o inquisitore di Murcia (1638) e di Cuenca (1644). Seguendo il gusto contemporaneo della poesia epico-burlesca, scrisse in 12 canti in ottave reali La Mosquea (1615), il primo poema spagnolo di questo genere, che canta la guerra delle mosche e delle formiche.
Se non proprio traduzione, è imitazione fedele del poemetto La Moschaea di Teofilo Folengo. Secondo il tipo di questa poesia narrativa giocosa, l'azione si svolge con una certa monotonia. Scoppiata la guerra fra Sanguileón, re di Moschea, e Granestor, re delle formiche, Giove, per calmare gli dei dell'Olimpo, allarmati al vedere tanti bellici preparativi, manda Mercurio a informarsi della causa di ciò. Si viene a battaglia campale, in cui cadono i due re con molti altri campioni. La vittoria rimane alle formiche. La Mosquea ebbe molto successo, ma fu messa in ombra dalla Gatomaquía di Lope de Vega.

## Edizioni
- La Mosquea, a cura di C. Rosell, 1851 (Bibl. de Aut. Esp., XVIII).